# Euphorbia besseri
Euphorbia besseri es una especie fanerógama perteneciente a la familia de las euforbiáceas. Es endémica de Chile.

## Taxonomía
Euphorbia besseri fue descrita por (Klotzsch & Garcke) Boiss. y publicado en Prodromus Systematis Naturalis Regni Vegetabilis 15(2): 42. 1862.
Etimología
Euphorbia: nombre genérico que deriva del médico griego del rey Juba II de Mauritania (52 a 50 a. C. - 23), Euphorbus, en su honor – o en alusión a su gran vientre –  ya que usaba médicamente Euphorbia resinifera. En 1753 Carlos Linneo asignó el nombre a todo el género.
besseri: epíteto otorgado en honor del médico y botánico austro-ruso Willibald S.J.G. von Besser, (1784 - 1842).
Sinonimia
- Anisophyllum besseri Klotzsch & Garcke	[5]